# Palmicellaria elegans
Palmicellaria elegans är en mossdjursart som beskrevs av Joshua Alder 1864. Palmicellaria elegans ingår i släktet Palmicellaria och familjen Celleporidae. Inga underarter finns listade i Catalogue of Life.